# Chapelle Saint-Trivier de Quintaine (Clessé)
La chapelle Saint-Trivier de Quintaine, qui domine le coteau qui s’étend de Clessé à Viré, est une chapelle située sur le territoire de la commune de Clessé.
Elle relève, à ce titre, de la paroisse Notre-Dame-des-Coteaux en Mâconnais, qui a son siège à Lugny.

## Historique
Elle a été bâtie au XVIIe siècle à l'emplacement d’une chapelle préexistante sous le vocable de saint Trivier.

## Description
Son clocher-porche est coiffé de tuiles en ardoise, une croix jaune ornant le pan orienté à l'ouest.
Dans la chapelle sud : vitrail représentant sainte Anne signé Gaspard Poncet et B. Vanel, restauré en 2017 par Claire Dumoulin, artisan d’art demeurant à Massilly, à l'initiative de la municipalité, avec le soutien de l’Association en faveur du patrimoine clesséen.

## Tradition
Elle fut le lieu de dévotions : « Lorsque l'état d'un malade était désespéré, comme dernier recours on pensait à Saint-Trevi (Saint-Trivier). Dans la chapelle de Quintaine, après les prières, on se munissait d'un cierge, on l'allumait devant la statue de bois du saint qu'on implorait de nouveau. On avait recours à son influence puissante pour d'autres choses encore : entreprise douteuse, différend, procès. » a écrit Émile Violet.

## Culte
Édifice consacré du diocèse d'Autun relevant de la paroisse Notre-Dame-des-Coteaux-en-Mâconnais (paroisse qui a son siège à Lugny et qui en est affectataire au titre de la loi de séparation des Églises et de l'État de 1905), la chapelle de Quintaine – qui n'a jamais été « décultualisée » – est, plusieurs siècles après sa construction, un lieu de culte catholique. 
La communauté chrétienne du Haut-Mâconnais s'y rassemble deux à trois fois par an.